# Bùi Đình Phái
Bùi Đình Phái (sinh 1953), là một sĩ quan cấp cao trong Quân đội nhân dân Việt Nam, hàm Thiếu tướng, nguyên Chỉ huy trưởng Bộ Chỉ huy quân sự tỉnh Hòa Bình và là đại biểu Quốc hội Việt Nam khóa XI, thuộc đoàn đại biểu Hòa Bình.

## Thân thế và sự nghiệp
Ông là người Mường, sinh ngày 19 tháng 6 năm 1953 tại Xã Địch Giáo, huyện Tân Lạc, Hòa Bình
Năm 1970, ông nhập ngũ quân đội và huấn luyện tại Sư đoàn 320B.
Ông từng giữ chức Trung đoàn trưởng Trung đoàn 831, Sư đoàn 347, Quân khu 1
Từ năm 1992, ông lần lượt được bổ nhiệm các chức vụ Phó Tham mưu trưởng, Phó Chỉ huy trưởng Bộ Chỉ huy quân sự tỉnh Hòa Bình
Năm 2001, ông được bổ nhiệm giữ chức Chỉ huy trưởng Bộ Chỉ huy quân sự tỉnh Hòa Bình
Năm 2013, ông nghỉ hưu.
Thiếu tướng (2009)

## Khen thưởng
Huân chương Chiến công hạng nhì
Huân chương Chiến công hạng ba
Huân chương Chiến sĩ giải phóng hạng nhất, nhì, ba
Huân chương kháng chiến chống Mỹ cứu nước hạng nhì 